# Trédion
Trédion [tʁedjɔ̃] est une commune française, située dans le département du Morbihan en région Bretagne.

## Géographie

### Situation
Le bourg de Trédion est situé à vol d'oiseau à 6,5 km au nord du bourg d'Elven, et à 18 km au nord-est de Vannes, la grande ville la plus proche.
| Plumelec |         | Sérent         |
| Plaudren | Trédion | Saint-Guyomard |
| Elven    |         | Le Cours       |

### Relief
La commune de Trédion est située dans la région naturelle des Landes de Lanvaux, sur une bande de terrain délimitée par les vallées de la Claie au nord et de l'Arz au sud, deux cours d'eau dont les cours sont parallèles et orientés ouest-est. La Claie borde la commune au nord et la sépare de Plumelec et de Sérent. Le bourg se trouve à une altitude de 80 mètres et occupe une clairière au milieu des bois des Landes de Lanvaux. L'altitude varie entre 24 mètres, correspondant au point le plus bas de la vallée de la Claie et 121 mètres, sur les hauteurs du bois de Lanvaux, près du hameau de Ker Lanvaux.
| - Carte topographique de la commune de Trédion. |

### Hydrographie
Pour un article plus général, voir Réseau hydrographique du Morbihan.
La commune est située dans le bassin Loire-Bretagne. Elle est drainée par la Claie, le Grand Breuil, le Rodulboden et divers autres petits cours d'eau,.
La Claie, d'une longueur de 62 km, prend sa source dans la commune de Saint-Allouestre et se jette  dans le canal de Nantes à Brest à Saint-Congard, après avoir traversé 13 communes. 

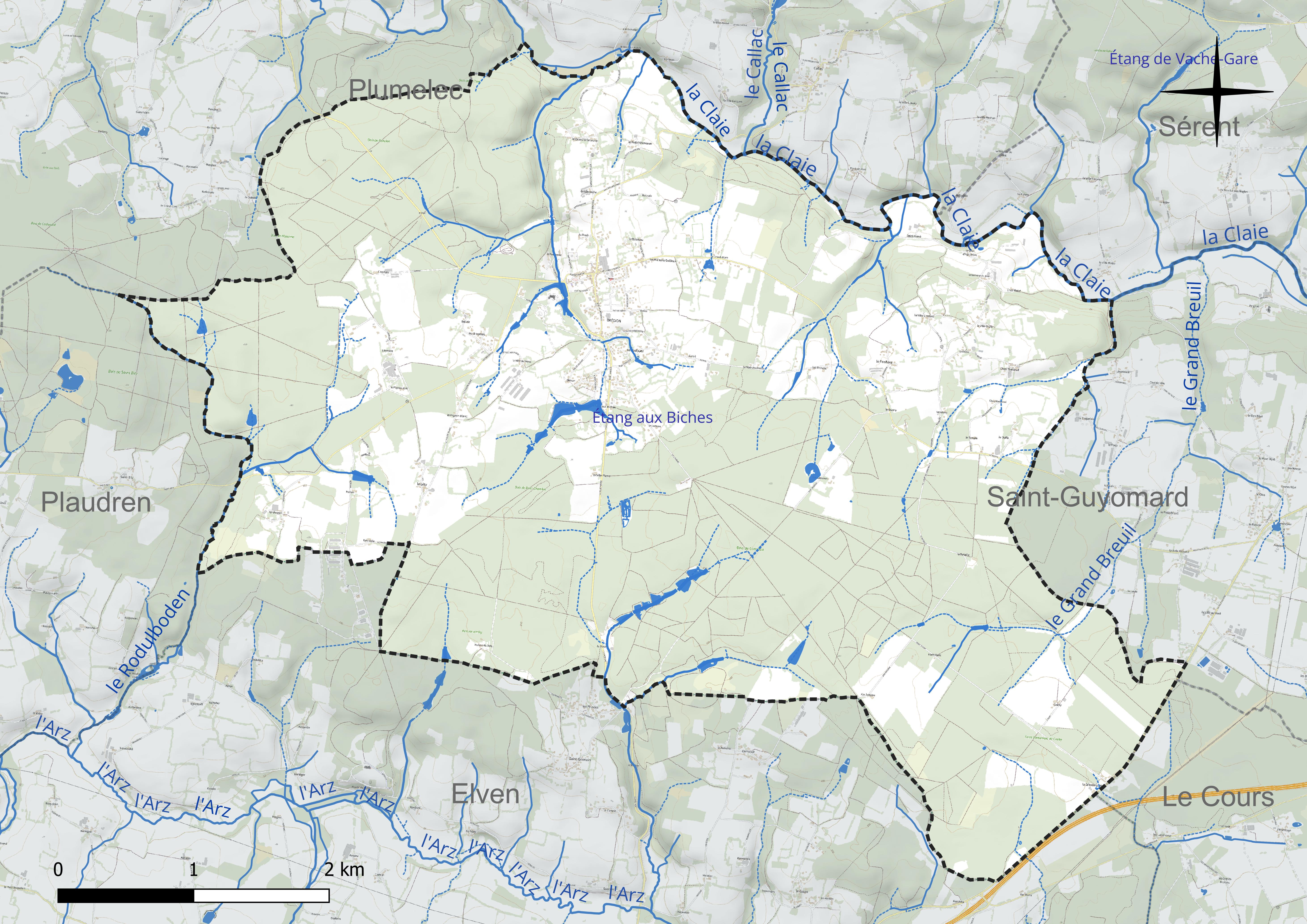
Réseau hydrographique de Trédion.

Un plan d'eau complète le réseau hydrographique : l'étang aux Biches (1,4 ha),.

### Climat
Pour des articles plus généraux, voir Climat de la Bretagne et Climat du Morbihan.
En 2010, le climat de la commune est de type climat océanique franc, selon une étude du CNRS s'appuyant sur une série de données couvrant la période 1971-2000. En 2020, Météo-France publie une typologie des climats de la France métropolitaine dans laquelle la commune est exposée à un climat océanique et est dans la région climatique  Bretagne orientale et méridionale, Pays nantais, Vendée, caractérisée par une faible pluviométrie en été et une bonne insolation. Parallèlement l'observatoire de l'environnement en Bretagne publie en 2020 un zonage climatique de la région Bretagne, s'appuyant sur des données de Météo-France de 2009. La commune est, selon ce zonage, dans la zone « Intérieur Est », avec des hivers frais, des étés chauds et des pluies modérées.  
Pour la période 1971-2000, la température annuelle moyenne est de 11,5 °C, avec une amplitude thermique annuelle de 12,2 °C. Le cumul annuel moyen de précipitations est de 916 mm, avec 13,5 jours de précipitations en janvier et 6,8 jours en juillet. Pour la période 1991-2020, la température moyenne annuelle observée sur la station météorologique la plus proche, située sur la commune de Saint-Avé à 16 km à vol d'oiseau, est de 12,9 °C et le cumul annuel moyen de précipitations est de 1 034,4 mm,. Pour l'avenir, les paramètres climatiques de la commune estimés pour 2050 selon différents scénarios d'émission de gaz à effet de serre sont consultables sur un site dédié publié par Météo-France en novembre 2022.

## Urbanisme

### Typologie
Au 1er janvier 2024, Trédion est catégorisée bourg rural, selon la nouvelle grille communale de densité à sept niveaux définie par l'Insee en 2022.
Elle est située hors unité urbaine. Par ailleurs la commune fait partie de l'aire d'attraction de Vannes, dont elle est une commune de la couronne,. Cette aire, qui regroupe 47 communes, est catégorisée dans les aires de 50 000 à moins de 200 000 habitants,.

### Occupation des sols

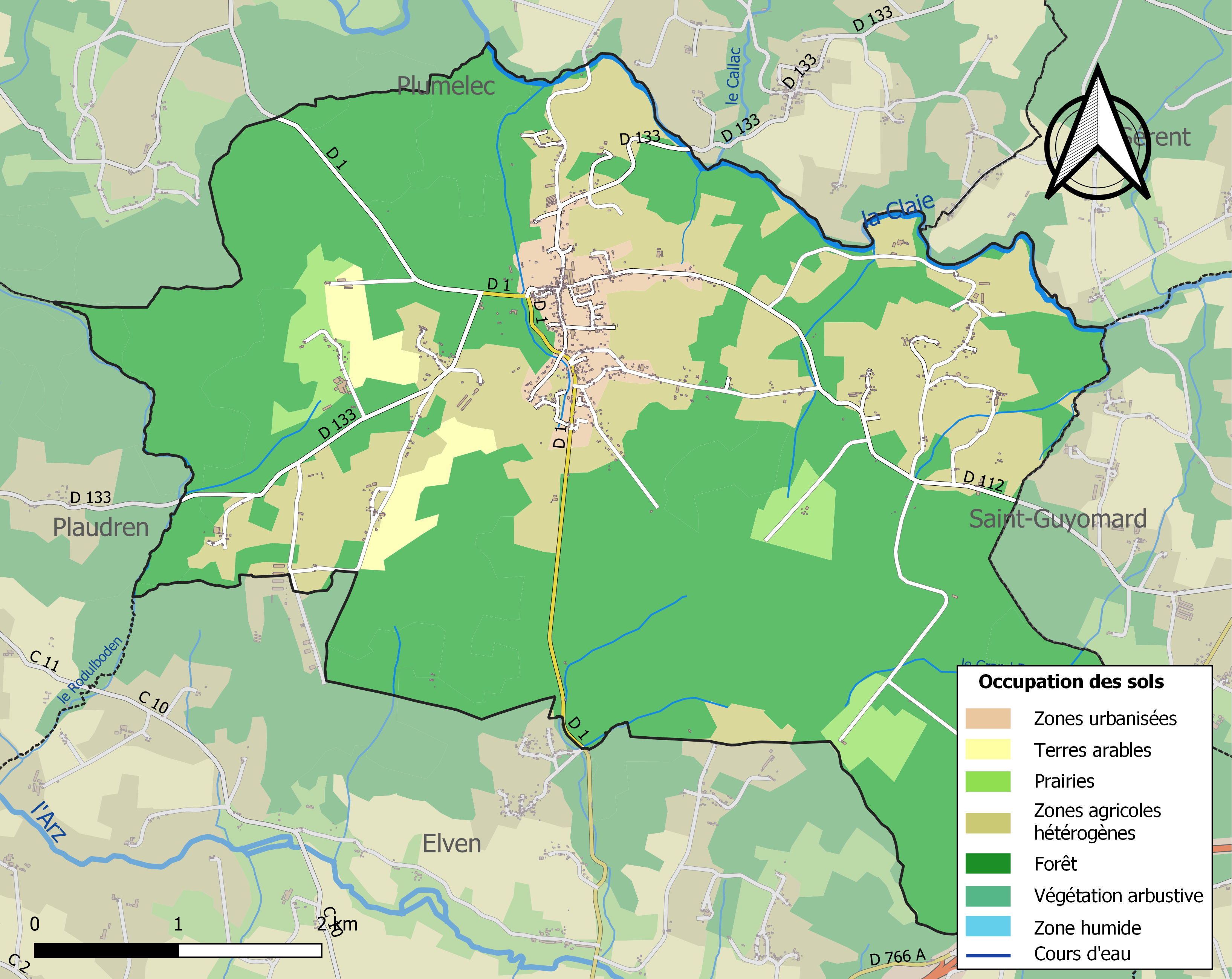
Carte des infrastructures et de l'occupation des sols de la commune en 2018 (CLC).

Le tableau ci-dessous présente l' occupation des sols de la commune en 2018, telle qu'elle ressort de la base de données européenne d’occupation biophysique des sols Corine Land Cover (CLC).
| Type d’occupation                                    | Pourcentage | Superficie (en hectares) |
| ---------------------------------------------------- | ----------- | ------------------------ |
| Tissu urbain discontinu                              | 3,7 %       | 86                       |
| Réseaux routiers et ferroviaires et espaces associés | 0,1 %       | 2,5                      |
| Terres arables hors périmètres d'irrigation          | 2,2 %       | 56                       |
| Prairies et autres surfaces toujours en herbe        | 4,0 %       | 103,5                    |
| Systèmes culturaux et parcellaires complexes         | 22,0 %      | 568                      |
| Forêts de feuillus                                   | 17,2 %      | 445                      |
| Forêts de conifères                                  | 12,5 %      | 323                      |
| Forêts mélangées                                     | 37,7 %      | 972                      |
| Forêt et végétation arbustive en mutation            | 1,0 %       | 25                       |
| Source : Corine Land Cover                           |             |                          |

## Toponymie

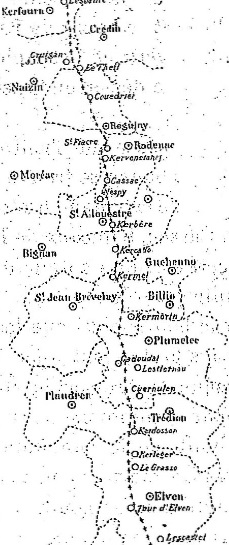
Carte de la limite lingustique entre les langues bretonne et gallèse en 1886 (par Paul Sébillot).

Attestée sous la forme Treduchum en 1121, Tréduihon au XIIe siècle, Tredyon en 1334, Treduon en 1427.
En 1833 après la Révolution, la paroisse est devenue la commune de Trédion.
Ce toponyme est formé de Tre (Trève), subdivision territoriale celte de base, qui évoluera vers nos paroisses. Le second terme est probablement un anthroponyme, Gwion.
Trédion serait « le territoire de Gwion ».
Teurdyon en gallo.

## Histoire

### Préhistoire
Deux cairns datant du néolithique, distants d'une trentaine de mètres, qui devaient être hauts de 4 ou 5 mètres à l'origine, ont été découverts en 2018 dans une forêt domaniale à proximité du hameau de Coëby. Ils sont en cours de fouille en 2021. Ils appartiennent à un ensemble mégalithique formant une véritable nécropole.

### Moyen-Âge
Trédion est une ancienne trève ou frairie de la paroisse d'Elven, dont elle est détachée en 1136.

### LeXIXesiècle
À cette trève a été rajoutée celle d'Aguénéac pour créer une paroisse nouvelle en 1820.
Le 28 janvier 1833, les anciennes trèves de Trédion et d'Aguénéac sont séparées de la commune d'Elven pour former la nouvelle commune de Trédion. Trédion apparaît comme commune à part entière lors du recensement de 1836.

### LeXXesiècle

#### La Première Guerre mondiale
Le monument aux morts de Trédion porte les noms de 55 soldats morts pour la France pendant la Première Guerre mondiale.

#### La Seconde Guerre mondiale
Le monument aux morts de Trédion porte les noms de 4 personnes mortes pour la France pendant la Seconde Guerre mondiale.
Six parachutistes des Forces françaises libres et Armand Kerhervé, le fermier qui les hébergeait, furent fusillés par les Allemands et des miliciens à Kerlanvaux les 14 et 15 juillet 1944.

## Politique et administration
| Période                                  | Période                      | Identité                 | Étiquette       | Qualité                                                        |
| ---------------------------------------- | ---------------------------- | ------------------------ | --------------- | -------------------------------------------------------------- |
| Les données manquantes sont à compléter. |                              |                          |                 |                                                                |
|                                          |                              | Jules Besquent           |                 | maître de forges                                               |
|                                          |                              |                          |                 |                                                                |
| 1895                                     |                              | Alban de Virel           |                 |                                                                |
|                                          |                              |                          |                 |                                                                |
| av. 1947                                 | juin 1956                    | Eugène Demay             |                 | Décédé en fonction                                             |
| juillet 1956                             | décembre 1975                | Victor Tual              | UNR             | Ancien carrossier Décédé en fonction                           |
| janvier 1976                             | mars 1989                    | Georges Brunel,          |                 | Dirigeant d'entreprise et Président du cyclo-club morbihannais |
| mars 1989                                | juin 1995                    | Vicomte Jacques de Rougé | FN              | Conseiller régional (1992 → 1998)                              |
| juin 1995                                | mars 2001                    | Gérard Debarge           |                 |                                                                |
| mars 2001 Réélu en 2008, 2014 et 2020    | En cours (au 6 juillet 2020) | Jean-Pierre Rivoal       | DVG (proche PS) | Cadre retraité de l'agroalimentaire                            |

## Démographie
L'évolution du nombre d'habitants est connue à travers les recensements de la population effectués dans la commune depuis 1836. Pour les communes de moins de 10 000 habitants, une enquête de recensement portant sur toute la population est réalisée tous les cinq ans, les populations de référence des années intermédiaires étant quant à elles estimées par interpolation ou extrapolation. Pour la commune, le premier recensement exhaustif entrant dans le cadre du nouveau dispositif a été réalisé en 2008.

En 2022, la commune comptait 1 369 habitants, en évolution de +9,35 % par rapport à 2016 (Morbihan : +3,82 %, France hors Mayotte : +2,11 %).
| 1836  | 1841  | 1846  | 1851  | 1856  | 1861  | 1866  | 1872  | 1876  |
| ----- | ----- | ----- | ----- | ----- | ----- | ----- | ----- | ----- |
| 1 031 | 1 049 | 1 163 | 1 212 | 1 178 | 1 239 | 1 233 | 1 173 | 1 191 |

| 1881  | 1886  | 1891  | 1896  | 1901 | 1906 | 1911 | 1921 | 1926 |
| ----- | ----- | ----- | ----- | ---- | ---- | ---- | ---- | ---- |
| 1 117 | 1 086 | 1 144 | 1 049 | 956  | 995  | 999  | 956  | 940  |

| 1931 | 1936 | 1946 | 1954 | 1962 | 1968 | 1975 | 1982 | 1990 |
| ---- | ---- | ---- | ---- | ---- | ---- | ---- | ---- | ---- |
| 951  | 899  | 913  | 856  | 788  | 806  | 905  | 850  | 875  |

| 1999 | 2006  | 2008  | 2013  | 2018  | 2022  | - | - | - |
| ---- | ----- | ----- | ----- | ----- | ----- | - | - | - |
| 888  | 1 008 | 1 047 | 1 195 | 1 293 | 1 369 | - | - | - |

## Culture et patrimoine

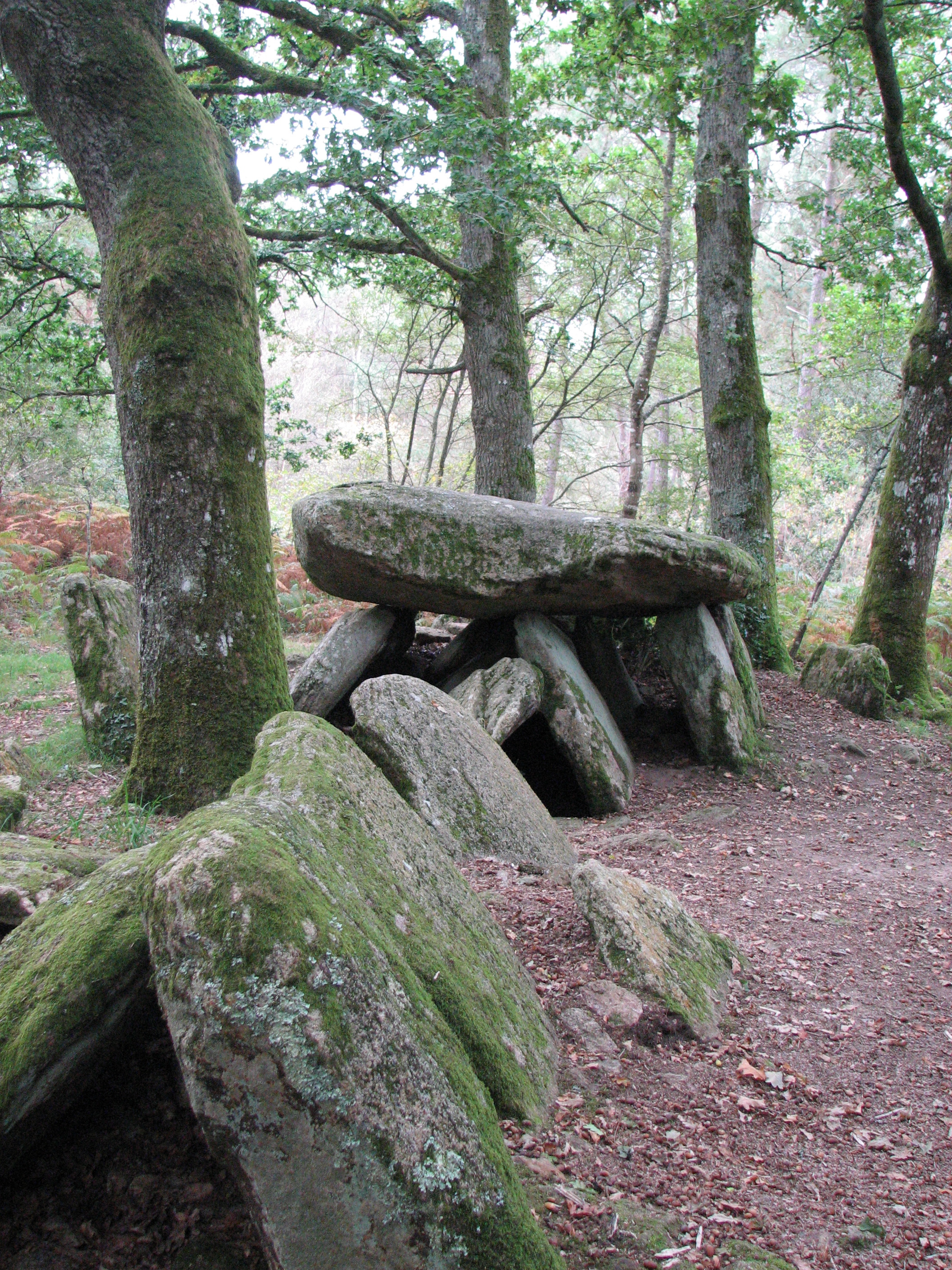
Le dolmen de la Loge-au-Loup.

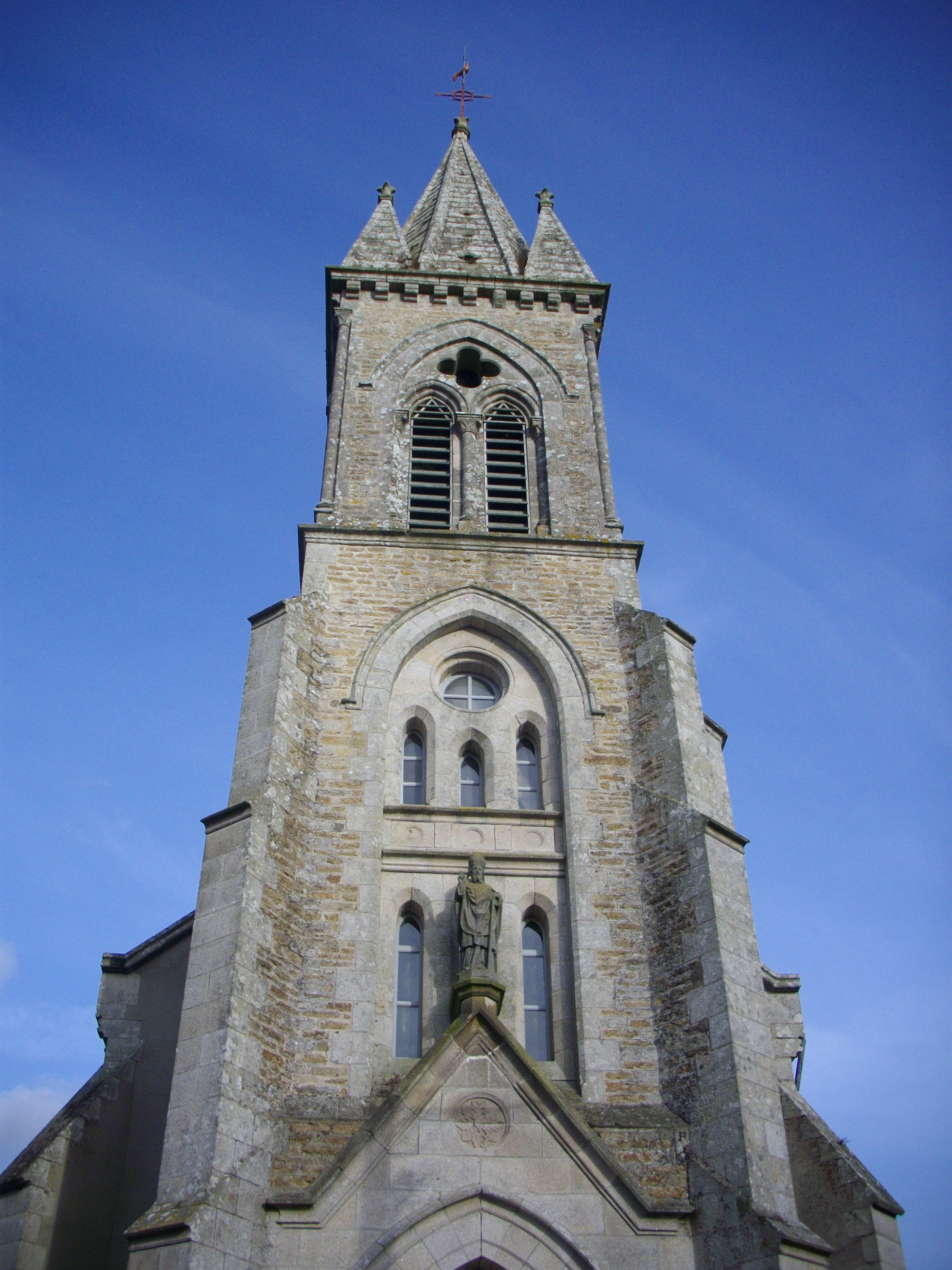
L'église Saint-Martin.

### Lieux et monuments

#### Patrimoinemégalithique
- Babouin et Babouine, deux menhirs taillés dont l'origine est mystérieuse ;
- La Pierre tabulaire de la Bataille ;
- Le menhir de Ker Antoine ;
- Le menhir de La Grande Villeneuve ;
- Le menhir Fourchu ;
- Le menhir Le Grand Breuil ;
- Le menhir de Carahais ;
- L'allée couverte de Coëtby, longue de 17 mètres, et les trois dolmens de Coëtby ;
- L'allée couverte du Prés-du-Parc (ou du Parc), près du bois de Penclen ;
- L'allée couverte de Kerfily, plus abimée ;
- Le dolmen de la Loge-au-Loup ;
- Le dolmen de la Pierre Branlante ;
- Les rochers de Prédalan, un vieil amas rocheux naturel au cœur des bois de Cadoudal.

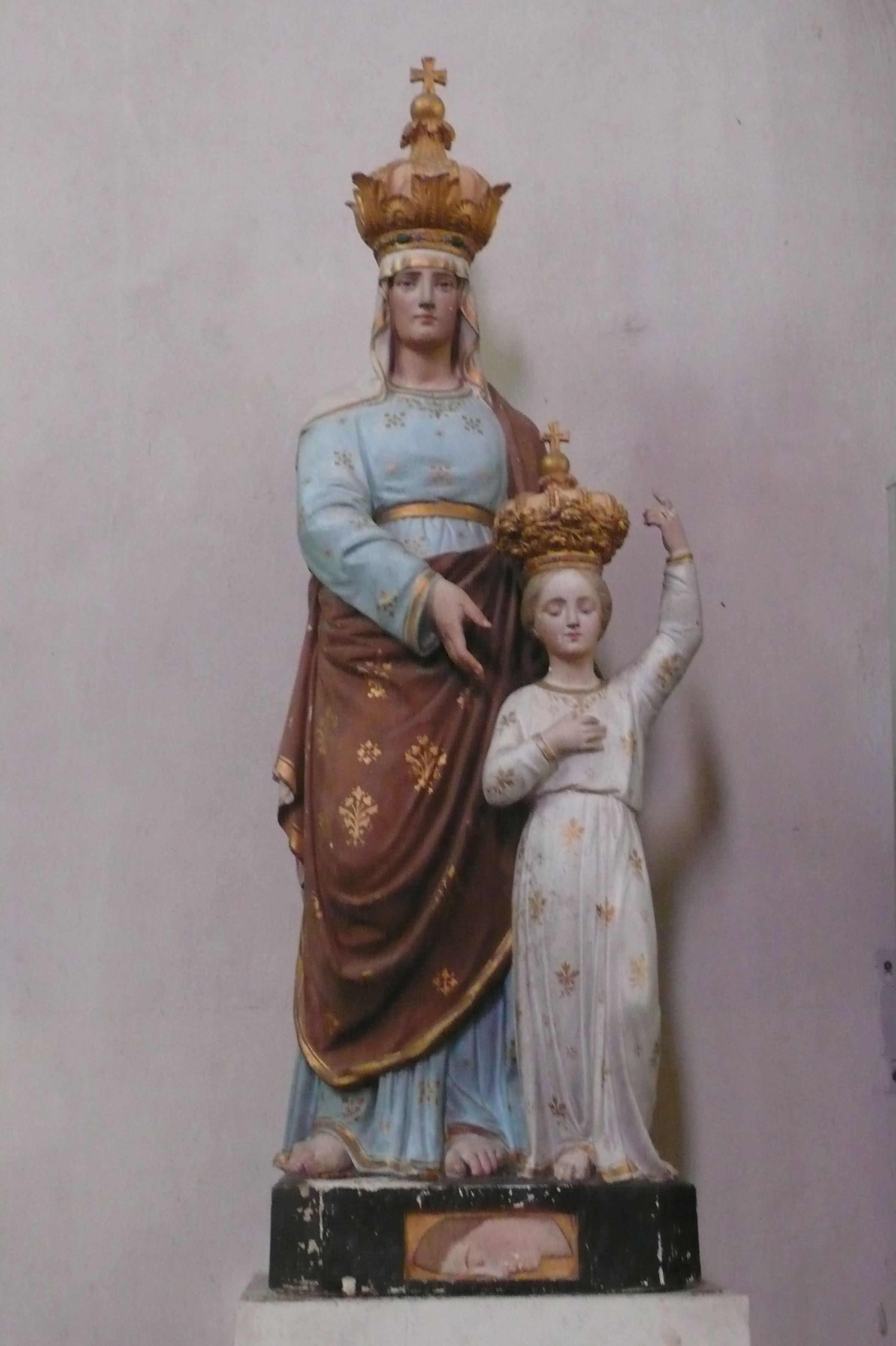
Statue de Sainte Anne et de la Vierge Marie dans l'église paroissiale.

#### Patrimoine religieux
- L'église Saint-Martin du XIXe siècle ;
- La chapelle Saint-Nicolas d'Aguénéac du XVIIe siècle

#### Patrimoine civil
- Le château de Trédion qui date de 1350 et accueillit François Ier et Catherine de Medicis ;
- Le château de Beauchêne (1610)

#### Fontaines
- La fontaine de la chapelle Saint-Nicolas (1887) ;
- La fontaine de Villeneuve en Trédion ;

#### Patrimoine naturel
- L'étang aux Biches

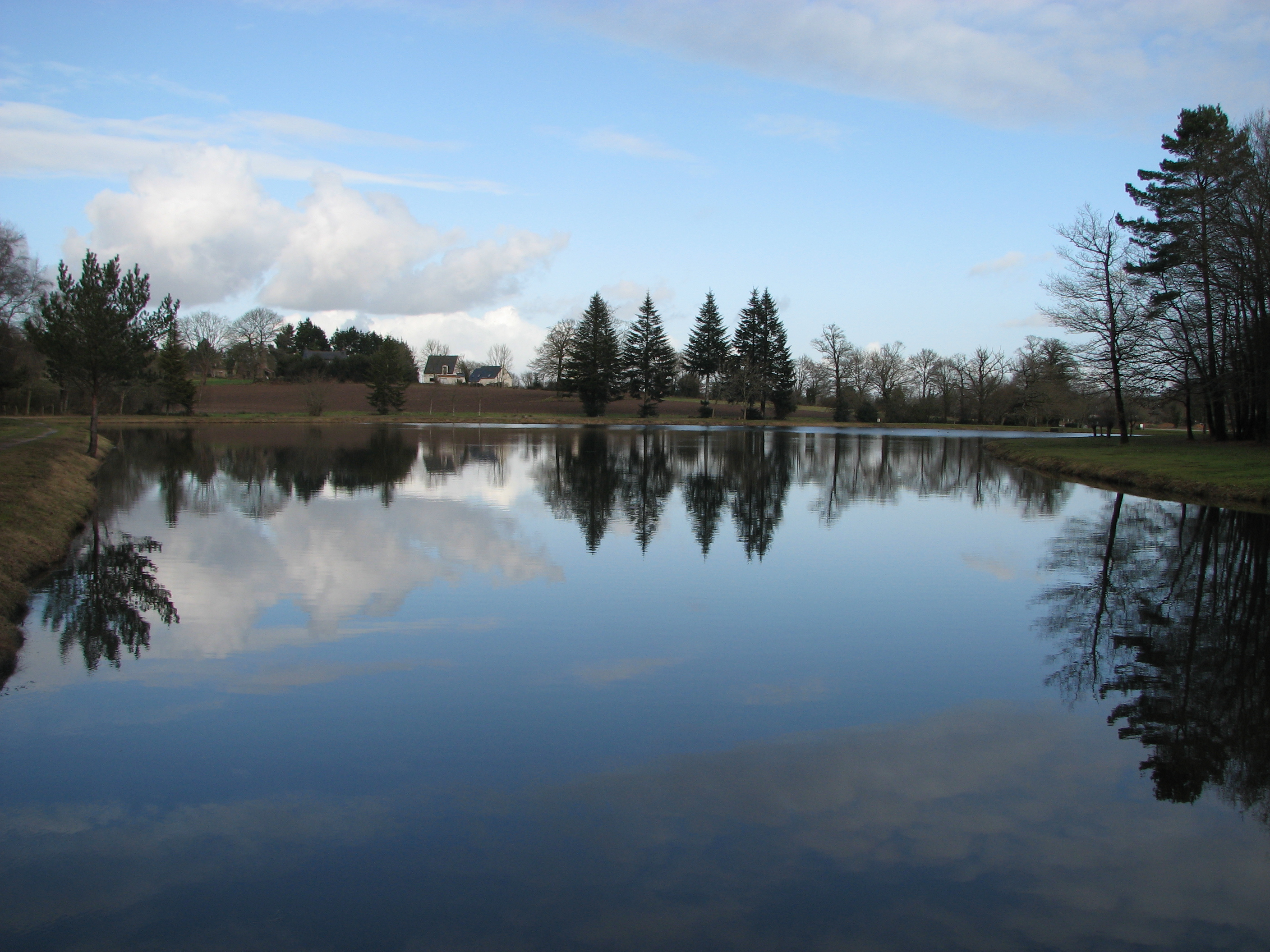
L'étang aux Biches.

- Bois (Cadoudal, Penclen, Madame, Lanvaux...).

### Héraldique
|  | Les armoiries de Trédion se blasonnent ainsi : D'hermine à deux feuilles de frêne de sinople en bande, mises dans le sens de la barre; au franc-canton d'azur chargé de trois fleurs de lys d'or. A la bordure de gueules chargée en orle de neuf besants d'or (ordonnés 3,2,2,et2. (Le frêne pour du Fresne, sire de Virel. Les armes de France rappellent le passage de la Reine Marie de Médicis. Les besants sont de Malestroit.) Conc. B. Le Ny-Jégat |

## Personnalités liées à la commune
- Arnaud Beltrame (1973-2018), gendarme héroïque, dont la famille a des attaches avec Trédion et une plaque commémorative sur le monument aux morts. Une stèle a été érigée en mémoire du gendarme[34].